# Seznam starostů Vídně

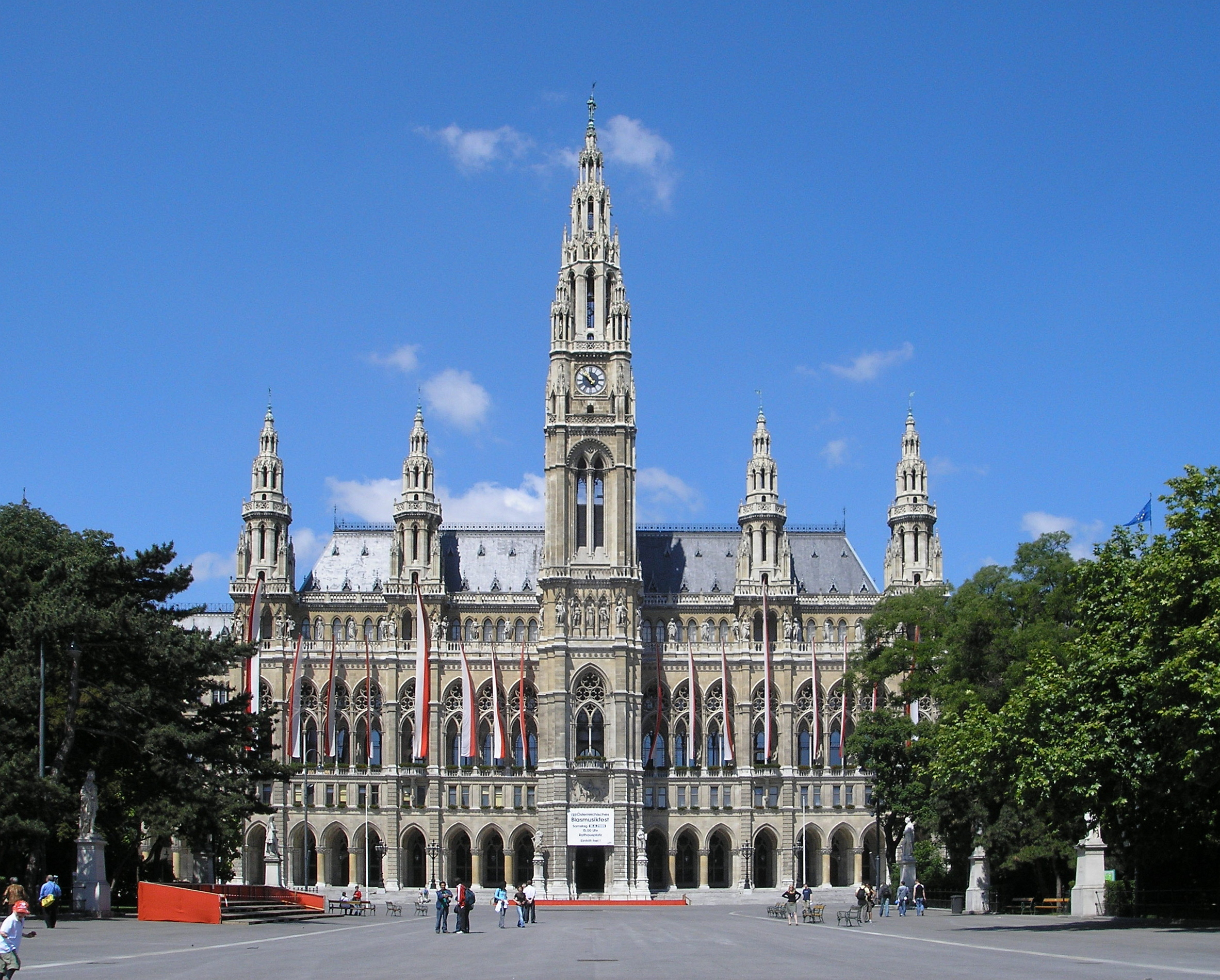
Vídeňská radnice

Toto je seznam starostů Vídně (od roku 1920 zároveň zemských hejtmanů spolkové země Vídeň).

## Starostové do roku 1804
- Konrad Poll 1282
- Heinrich Hansgraf 1285
- Konrad von Eslarn 1287
- Konrad Poll 1288–1305
- Heinrich Chrannest 1305–1307
- Dietrich von Kahlenberg 1307
- Heinrich von der Neisse 1308
- Niklas von Eslarn 1309
- Niklas von Eslarn 1309–1313
- Heinrich von der Neisse 1310
- Niklas Poll 1313–1315
- Hermann von St. Pölten 1316
- Niklas von Eslarn 1316–1317
- Hermann von St. Pölten 1318
- Otto Wülfleinstorfer 1319–1323
- Stephan Chriegler 1323
- Niklas Poll 1324–1327
- Stephan Chriegler 1327–1328
- Heinrich Lang 1329–1330
- Dietrich Urbetsch 1332–1333
- Hermann Snaezl 1333–1334
- Dietrich Urbetsch 1335–1337
- Konrad von Eslarn 1337–1338
- Berthold Poll 1338–1339
- Konrad Wiltwerker 1340–1343
- Hagen von Spielberg 1343–1344
- Reinprecht Zaunrüd 1345–1347
- Friedrich von Tierna 1348–1349
- Dietrich Flusthart 1350–1351
- Friedrich von Tierna 1352
- Heinrich Würfel 1353
- Dietrich Flusthart 1354
- Haunold Schuchler der Ältere 1354
- Leopold Polz 1355
- Heinrich Straicher 1356–1357
- Haunold Schuchler starší 1357–1358
- Leopold Polz 1358–1360
- Heinrich Straicher 1359–1360
- Haunold Schuchler starší 1360–1361
- Hans von Tierna 1362–1364
- Friedrich Rüschl 1364
- Lukas Popfinger 1365–1366
- Thomas Swaeml 1366–1367
- Niklas Würfel 1368–1370
- Thomas Swaeml 1370–1371
- Ulrich Rößl 1372–1374
- Jans am Kienmarkt 1374–1376
- Paul Holzkäufl 1376–1379
- Jans am Kienmarkt 1379–1381
- Paul Holzkäufl 1381–1386
- Michael Geukramer 1386–1395
- Paul Holzkäufl 1396
- Paul Würfel 1396–1397
- Jakob Dorn 1398
- Hans Rockh 1398–1399
- Paul Holzkäufl 1399–1400
- Berthold Lang 1401
- Paul Würfel 1401–1403
- Haunold Schuchler mladší 1402–1403
- Konrad Vorlauf 1403–1404
- Paul Würfel 1404–1405
- Rudolf Angerfelder 1405–1406
- Konrad Vorlauf 1406–1408
- Konrad Ramperstorffer 1408
- Hans Feldsberger 1408–1409
- Paul Geyr 1410
- Albrecht Zetter 1410–1411
- Rudolf Angerfelder 1411–1419
- Hans Musterer 1420–1421
- Ulrich Gundloch 1422
- Konrad Holzler starší 1423–1425
- Hans Scharffenberger 1425–1426
- Paul Würfel mladší 1427
- Niklas Undermhimmel 1428–1429
- Konrad Holzler starší 1430–1433
- Hans Steger 1434–1439
- Niklas Undermhimmel 1438
- Konrad Holzler starší 1440–1441
- Andre Hiltprant 1442
- Hans Steger 1443
- Hans Haringseer 1444–1446
- Hans Steger 1447–1449
- Konrad Holzler mladší 1450–1451
- Oswald Reicholf 1452
- Niklas Teschler 1453
- Oswald Reicholf 1454
- Konrad Holzler mladší 1455
- Niklas Teschler 1456–1457
- Thomas Schwarz 1457
- Jakob Starch 1457–1460
- Christian Prenner 1461–1462
- Sebastian Ziegelhauser 1462
- Wolfgang Holzer 1462–1463
- Friedrich Ebmer 1463
- Ulrich Metzleinstorffer 1464–1466
- Martin Enthaimer 1467
- Andreas Schönbrucker 1467–1473
- Hans Heml 1473–1479
- Laurenz Haiden 1479–1484
- Stephan Een 1485–1486
- Leonhard Radauner 1487–1489
- Laurenz Taschendorfer 1489–1490
- Stephan Een 1490
- Paul Keck 1490–1493
- Friedrich Geldreich 1494–1496
- Paul Keck 1497–1499
- Wolfgang Rieder 1500–1501
- Leonhard Lackner 1502
- Wolfgang Zauner 1503
- Paul Keck 1504–1507
- Sigmund Pernfuß 1507
- Paul Keck 1508
- Wolfgang Rieder 1509–1510
- Hans Süß 1511–1512
- Leonhard Pudmannsdorfer 1512
- Hans Kuchler 1513
- Friedrich Piesch 1514
- Johann Kaufmann 1515
- Hans Süß 1516
- Hans Rinner 1516–1517
- Leonhard Pudmannsdorfer 1518
- Wolfgang Kirchhofer 1519–1520
- Hans Süß 1520
- Martin Siebenbürger 1520–1521
- Gabriel Guetrater 1522–1524
- Hans Süß 1524–1526
- Roman Staudinger 1526
- Sebastian Sulzbeck 1527
- Wolfgang Treu 1528–1530
- Sebastian Eysler 1531
- Wolfgang Treu 1532–1533
- Johann Pilhamer 1534–1535
- Wolfgang Treu 1536–1537
- Hermes Schallautzer 1538–1539
- Paul Pernfuß 1540–1541
- Stephan Tenck 1542–1546
- Sebastian Schrantz 1547–1548
- Sebastian Hutstocker 1549–1550
- Christoph Hayden 1551–1552
- Sebastian Hutstocker 1553–1555
- Hans Übermann 1556–1557
- Georg Prantstetter 1558–1559 (též uváděn jako Georg Brandstätter)
- Thomas Siebenbürger 1560–1561
- Hermann Bayr 1562–1563
- Matthias Brunnhofer 1564–1565
- Hans Übermann 1566–1567
- Georg Prantstetter 1568–1569
- Hanns von Thau 1570–1571
- Georg Prantstetter 1572–1573
- Hanns von Thau 1574–1575
- Christoph Hutstocker 1576–1577
- Hanns von Thau 1578–1579
- Bartholomäus Prantner 1580–1581
- Hanns von Thau 1582–1583
- Bartholomäus Prantner 1584–1585
- Oswald Hüttendorfer 1586–1587
- Hanns von Thau 1588–1589
- Georg Fürst 1590–1591
- Bartholomäus Prantner 1592–1595
- Paul Steyrer 1596–1597
- Oswald Hüttendorfer 1598–1599
- Andreas Rieder 1600–1601
- Georg Fürst 1602–1603
- Augustin Haffner 1604–1607
- Lukas Lausser 1608–1609
- Daniel Moser 1610–1613
- Veit Resch 1614–1615
- Daniel Moser 1616–1622
- Paul Wiedemann 1623–1625
- Daniel Moser 1626–1637
- Christoph Faßoldt 1638–1639
- Konrad Bramber 1640–1645
- Caspar Bernhardt 1646–1648
- Johann Georg Dietmayr 1648–1653
- Thomas Wolfgang Puechenegger 1654–1655
- Johann Georg Dietmayr von Dietmannsdorf 1656–1659
- Johann Christoph Holzner 1660–1663
- Johann Georg Dietmayr von Dietmannsdorf 1664–1667
- Johann Christoph Holzner 1667–1669
- Daniel Lazarus Springer 1670–1673
- Peter Sebastian Fügenschuh 1674–1677
- Daniel Lazarus Springer 1678–1679
- Johann Andreas von Liebenberg 1680–1683
- Simon Stephan Schuster 1684–1687
- Daniel Fockhy 1688–1691
- Johann Franz Peickhardt 1692–1695
- Jakob Daniel Tepser 1696–1699
- Johann Franz Peickhardt 1700–1703
- Jakob Daniel Tepser 1704–1707
- Johann Franz Wenighoffer 1708–1712
- Johann Lorenz Trunck von Guttenberg 1713–1716
- Josef Hartmann 1717–1720
- Franz Josef Hauer 1721–1724
- Josef Hartmann 1725–1726
- Franz Josef Hauer 1727–1728
- Johann Franz Purck 1729–1730
- Franz Daniel Edler von Bartuska 1731–1732
- Andreas Ludwig Leitgeb 1733–1736
- Johann Adam von Zahlheim 1737–1740
- Peter Joseph Kofler 1741–1744
- Andreas Ludwig Leitgeb 1745–1751
- Peter Joseph Edler von Kofler 1751–1764
- Leopold Franz Gruber 1764
- Josef Anton Bellesini 1764–1767
- Leopold Franz Gruber 1767–1773
- Josef Georg Hörl 1773–1804

## Starostové v období let 1804–1918
- Stephan Edler von Wohlleben 1804–1823
- Anton Lumpert 1823–1834
- Anton Josef Leeb 1835–1837
- Ignaz Czapka 1838–1848
- Johann Kaspar Freiherr von Seiller 1851–1861
- Andreas Zelinka 1861–1868
- Cajetan Freiherr von Felder 1868–1878
- Julius Newald 1878–1882
- Eduard Uhl 1882–1889
- Johann Prix 1889–1894
- Raimund Grübl 1894–1895
- Hans von Friebeis 1895–1896
- Josef Strobach 1896–1897 (Křesť.-soc. str.)
- Karl Lueger 1897–1910 (Křesť.-soc. str.)
- Josef Neumayer 1910–1912 (Křesť.-soc. str.)
- Richard Weiskirchner 1912–1919 (Křesť.-soc. str.)

## Starostové v období let 1918–1938
- Jakob Reumann 1919–1923 (Soc. dem. str. Rakouska), od 10. listopadu 1920 též zemský hejtman Vídně
- Karl Seitz 1923–1934 (Soc. dem. str. Rakouska)
- Richard Schmitz 1934–1938 (Křesť.-soc. str., Vaterländische Front)

## Starostové v období let 1938–1945
- Hermann Neubacher 1938–1940 (NSDAP)
- Philipp Wilhelm Jung 1940–1943 (NSDAP)
- Hanns Blaschke 1943–1945 (NSDAP)

## Starostové po roce 1945
- Rudolf Prikryl 1945 (nestraník)
- Theodor Körner 1945–1951 (Soc. dem. str. Rakouska)
- Franz Jonas 1951–1965 (Soc. dem. str. Rakouska)
- Bruno Marek 1965–1970 (Soc. dem. str. Rakouska)
- Felix Slavik 1970–1973 (Soc. dem. str. Rakouska)
- Leopold Gratz 1973–1984 (Soc. dem. str. Rakouska)
- Helmut Zilk 1984–1994 (Soc. dem. str. Rakouska)
- Michael Häupl 1994–2018 (Soc. dem. str. Rakouska)
- Michael Ludwig od 2018 (Soc. dem. str. Rakouska)